# イーグル・987
イーグル・987（Eagle 987）は、オール・アメリカン・レーサーズ（AAR）が開発・製造されたオープンホイールレースカーである。この987はイーグルのみがレースに出場し、ヴィンセンツォ・ソスピリとアレックス・バロンがドライブしたが、987は失敗作に終わり、1999年では997に置き換えられた。